# ألبرت أزاريان
ألبرت أزاريان (بالأرمنية: Ալբերտ Ազարյան) هو لاعب أولمبي لرياضة الجمباز من الاتحاد السوفييتي. شارك في الأولمبياد الصيفي في 1956–1960، وفاز بما مجموعه 4 ميداليات.

## الميداليات
| ذهب | فضة | برونز | المجموع |
| 3   | 1   | 0     | 4       |

## روابط خارجية
- ألبرت أزاريان على موقع الاتحاد الدولي للجمباز (biography) (الإنجليزية)
- ألبرت أزاريان على موقع اللجنة الأولمبية الدولية (الإنجليزية)
- ألبرت أزاريان على موقع أوليمبيديا (الإنجليزية)